# Johann Böhmer (Abgeordneter)
Johann Böhmer (* 17. Januar 1822 in Berod bei Wallmerod; † 16. Januar 1892 in Salz im Westerwald) war ein deutscher Lehrer und Mitglied des  Provinziallandtages der Provinz Hessen-Nassau.

## Leben
Johann Böhmer war ein Sohn des Lehrers und Kaufmanns Georg Ludwig Böhmer und dessen Ehefrau Margaretha Horz. 1840 legte er die Abschlussprüfung am Lehrerseminar in Idstein ab und war dann bis 1844 als Lehrergehilfe in Salz tätig, bevor er eine Stelle als Volksschullehrer in Kaden fand.
Von 1849 bis 1884 war er Lehrer an der zweiklassigen Elementarschule (Volksschule) in Salz, deren Direktor er später wurde.
Von 1878 bis 1885 hatte er ein Mandat für den Nassauischen Kommunallandtag des preußischen Regierungsbezirks Wiesbaden bzw. für den Provinziallandtag der Provinz Hessen-Nassau, wo er Mitglied des Rechnungsprüfungs- und des Eingabenausschusses war.
In den Jahren von 1878 bis 1880 war er für Johann Keller in dem Parlament.